# 맥가이어 시스터스

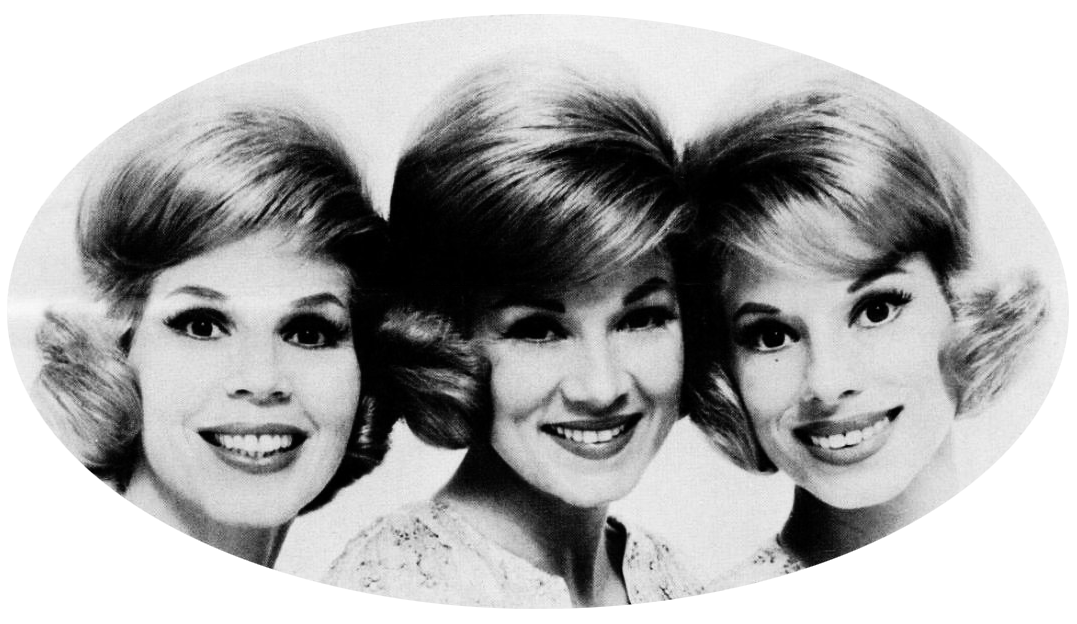
1964년

맥가이어 시스터스(The Mcguire Sisters)는 1950년대에 그 이름을 널리 떨친 미국의 여성 보컬 그룹이다. 다음의 시스터스로 구성되었다:
- 루비[1] 크리스틴 맥가이어(Ruby Christine McGuire, 1926년 7월 30일 ~ 2018년 12월 28일)
- 드로시 도티 맥가이어(Dorothy "Dottie" McGuire, 1928년 2월 13일 ~ 2012년 9월 7일)
- 필리스 맥가이어(Phyllis McGuire, 1931년 2월 14일 ~ 2020년 12월 29일)

이 세 맥가이어 자매는 오하이오주의 미들턴 출신이다. 10대부터 성가대에서 노래를 부르기 시작하여 1951년에 프로로서 미국 각지로 순회공연을 가졌다. 다음 해 아서 고드프리의 텔레비전 프로 '탤런트 스카우트 쇼'에서 우승, 이를 계기로 노래를 잘 부르는 미인들인 세 자매는 인기가 상승하여 <신시얼리>의 밀리언 셀러를 비롯하여 많은 히트를 내었다.